# 橙色矮星系の居住可能性

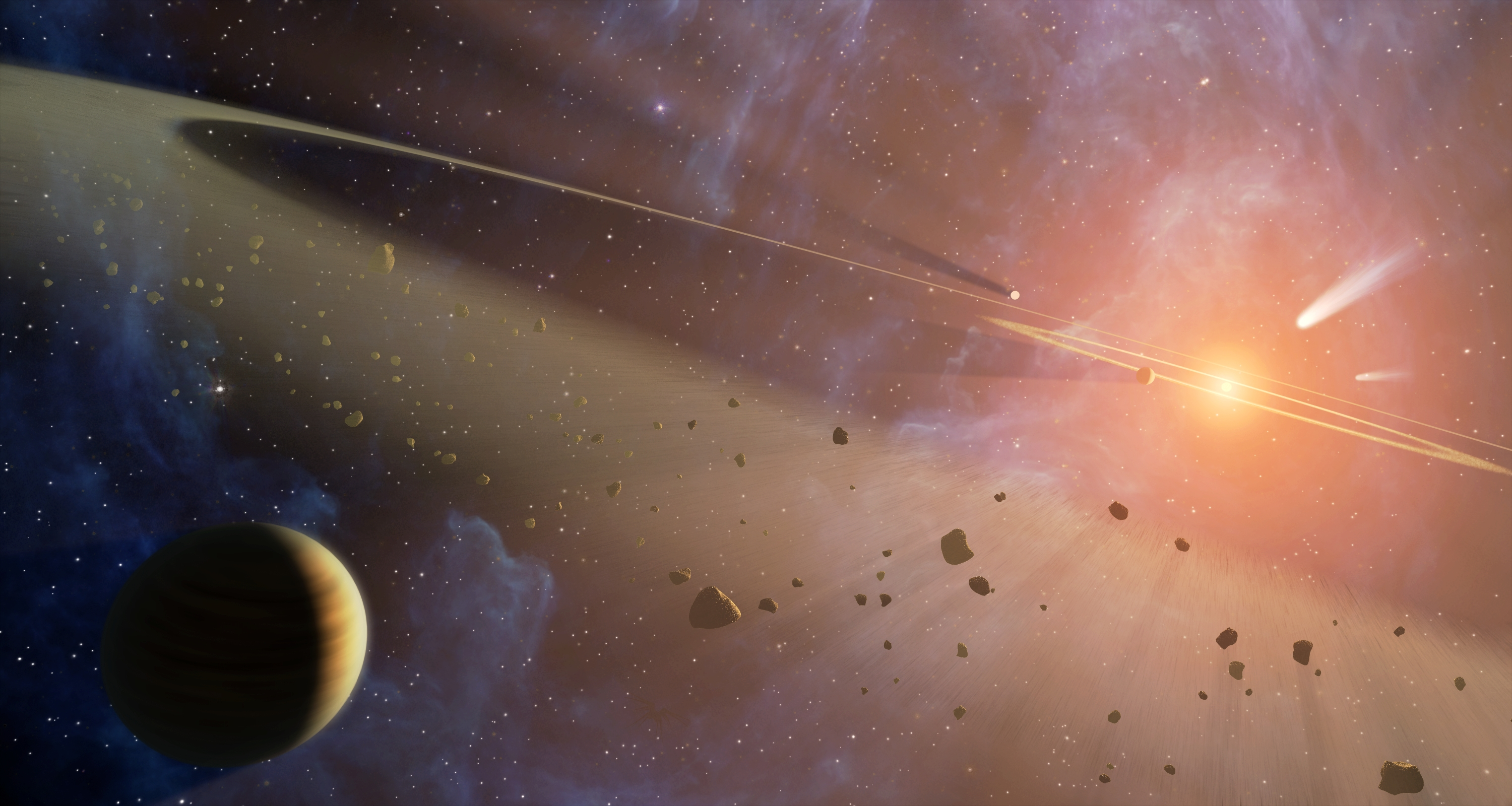
橙色矮星であるエリダヌス座ε星系の想像図

橙色矮星系の居住可能性（とうしょくわいせいけいのきょじゅうかのうせい）では、地球外生命が存在する候補の天体であるK型主系列星または橙色矮星（英:Orange Dwarf）の居住可能性について記述する。
橙色矮星の寿命は約200億-1000億年に及ぶと推測され、約100億-120億年の寿命を持つ太陽よりも長く主系列星の安定な段階にあるため、周囲の惑星に生命が発生しうる時間が長くなる。これらの恒星は「ゴルディロックス星」として知られ、紫外線領域以外で、ハビタブルゾーンの惑星の表面で液体の水が存在するのに必要な温度を保つのに十分な放射を行う。惑星のハビタブルゾーンは0.5から1天文単位であり、これは恒星に潮汐固定されず、恒星のフレアによる致死的な影響を受けない十分な遠さである。これに対して、赤色矮星は恒星活動が強すぎ、またハビタブルゾーン内の惑星を潮汐固定するため、生命の存在にはより適していないと考えられている。知的生命体の誕生は、太陽のような恒星の周りの惑星よりも橙色矮星の周りの惑星の方が、進化するための十分な時間が与えられる分、より起こりやすいと考えられる。橙色矮星の周りの惑星はほとんど発見されていないが、これらは地球外生命の存在の候補である。

## ハビタブルゾーン
K型主系列星のハビタブルゾーンは、恒星から0.5から1天文単位の距離にあり、比較的少量の放射を受ける。これは、表面に液体の水が存在するのに十分な放射エネルギーを与えるが、生命を滅ぼすほど強い放射はないという意味で、生命の維持に適している。しかし、数学的なモデルでは、ダイナモ生成磁場の強さが考えられる最大の場合でも、恒星から0.8天文単位よりも近くにある地球質量程度の惑星は、コロナ質量放出や極紫外線放射による外圏底の大気の浸食により、大気の大部分を失うと結論づけている。
ハビタブルゾーンは非常に安定で、橙色矮星が主系列星の段階にある間のほとんどの期間続く。K型主系列星のハビタブルゾーンの大きさは、惑星が恒星から潮汐固定されないのに十分な程度である。これは、惑星が自転を行い、さらに恐らく四季を持つという意味で、生命の出現にとって都合が良い。

## 生命存在の可能性がある橙色矮星の周りの惑星
HD 85512 bと呼ばれる橙色矮星の周囲を公転するスーパー・アースHR 7722 cは、地球の24 ± 5倍以上の質量を持ち、生命存在の可能性があると考えられている。恐らくさらに多くの同様の天体が存在し、ケプラーでの探索が続けられていた。ケプラー62は、ケプラーが発見したそのような天体の例である。